# Своронос
Сворнос (грч. Σβορώνος) је насељено место у општини Катерини у периферији Средишња Македонија, Грчка. Према попису из 2021. године било је 1.842 становника.
Насеље је 1913. године имало 110 житеља Грка. После 1923. године насељене су грчке избегличке породице, укупно 270 особа. На попису из 1928. године Сворнос је имао 565 становника. Село се раније звало Колокури.

## Познате личности
- Киријакос Пападопулос, грчки фудбалер